# Wybory parlamentarne w Chorwacji w 2000 roku

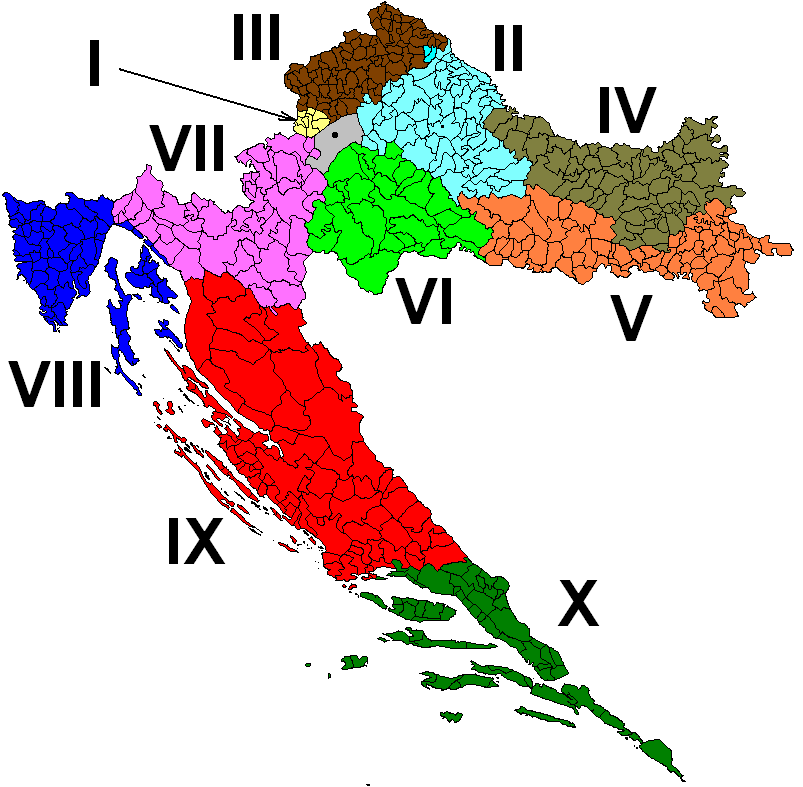
Okręgu wyborcze w kraju

Wybory parlamentarne w Chorwacji w 2000 roku odbyły się 3 stycznia 2000. W wyniku tych wyborów wyłoniono łącznie 151 deputowanych do Zgromadzenia Chorwackiego IV kadencji.
Ordynacja wyborcza przewidywała wybór 140 posłów w 10 okręgach wydzielonych w kraju. 6 posłów wybrano w okręgu XI, wydzielonym dla Chorwatów mieszkających poza granicami kraju. 5 miejsc przeznaczono dla mniejszości narodowych.
Były to pierwsze wybory przeprowadzone po śmierci Franja Tuđmana. Zakończyły się one porażką założonej przez niego Chorwackiej Wspólnoty Demokratycznej i uzyskaniem władzy przez wielopartyjną opozycyjną dotąd koalicję, która powołała rząd Ivicy Račana.

## Wyniki
| Lista wyborcza                                     | Głosy     | %     | Miejsca |
| -------------------------------------------------- | --------- | ----- | ------- |
| Socjaldemokratyczna Partia Chorwacji (SDP)         | 1 138 318 | 38,70 | 43      |
| Chorwacka Partia Socjalliberalna (HSLS)            | 1 138 318 | 38,70 | 25      |
| Sojusz Primorje i Gorskiego Kotaru (PGS)           | 1 138 318 | 38,70 | 2       |
| Chorwacka Partia Slawonii i Baranji (SBHS)         | 1 138 318 | 38,70 | 2       |
| Chorwacka Wspólnota Demokratyczna (HDZ)            | 840 692   | 33,9  | 66      |
| Chorwacka Partia Chłopska (HSS)                    | 432 527   | 14,70 | 9       |
| Istryjskie Zgromadzenie Demokratyczne (IDS-DDI)    | 432 527   | 14,70 | 4       |
| Chorwacka Partia Ludowa (HNS)                      | 432 527   | 14,70 | 2       |
| Partia Liberalna (LS)                              | 432 527   | 14,70 | 2       |
| Socjaldemokratyczna Akcja Chorwacji (ASH)          | 432 527   | 14,70 | 0       |
| Chorwacka Partia Prawa (HSP)                       | 152 699   | 5,19  | 4       |
| Chorwacka Unia Chrześcijańsko-Demokratyczna (HKDU) | 152 699   | 5,19  | 1       |
| Mniejszości narodowe                               | –         | –     | 5       |
| Razem                                              | 2 941 306 |       | 151     |